# Ванесса Ферліто
Ванесса Ферліто (англ. Vanessa Ferlito; нар. 28 грудня 1977, Бруклін, Нью-Йорк, США) — американська акторка. Знана за ролями детектива Ейден Берн в перших двох сезонах кримінальної драми CBS «Місце злочину: Нью-Йорк», Клаудії Ернандес у телесеріалі FOX «24» та агентки ФБР Чарлі Демарко у серіалі USA Network «Грейсленд», а також як Теммі Грегоріо в кримінальному драматичному серіалі CBS «Морська поліція: Новий Орлеан».
Знялася у низці фільмів, зокрема «Людина-павук 2» (2004), «Війна тіней» (2005), «Головний в домі» (2005), «Другий шанс» (2006), «Доказ смерті» (2007), «Зі святами ніщо не зрівняється» (2008), «Мадея за ґратами» (2009), «Джулі та Джулія» (2009), «Волл-стріт: Гроші не сплять» (2010), «Надійні хлопці» (2012).

## Ранні роки
Народилася 28 грудня 1977 року в Брукліні, Нью-Йорк⁣, в американо-італійській родині. Її виховували мати та вітчим, який володів перукарнею в Брукліні. Її батько помер від передозування героїну, коли їй було два роки. Про свою юність у Брукліні вона сказала: «Я тусувалась із важкими людьми. І околиці, де я виросла, були жорстокими. Ми були забіяками. Я пробивалася в школі».
Стала помітною учасницею нічних вечорів про що 1998 року розповіла «New York Magazine»: «Це як робота, щовечора ми намагалися змусити людей познайомити нас з людьми. Вся річ у тім, кого ти знаєш і що з цим робиш».

## Кар'єра
На початку кар'єри працювала моделлю для Wilhelmina Models. З дитинства прагнула стати акторкою і розпочала цей шлях з низки гостьових і повторюваних ролей.
2003 року зіграла роль Лізетт Санчес у боксерській драмі Джона Легуізамо «Непереможений», яка принесла їй номінацію NAACP як найкращій телеакторці. 
2004 році з'явилася у фільмі «Людина-павук 2», а наступного року у проєкті Стівена Герека «Головний в домі» разом із Томмі Лі Джонсом, за яку отримала схвальні відгуки, а Джо Лейдон з «Вараєті» заявив, що «Ванесса Ферліто є видатною, головним чином тому, що вона єдина, хто отримує достатньо робити, щоб справити сильне враження як самобутня особистість».
Мала постійну роль у перших двох сезонах (2004—2005) CBS «Місце злочину: Нью-Йорк», Ейден Берн, учасниці групи судових розслідувань під керівництвом Гері Сініза. Крім того, з'являлася в інших телевізійних серіалах, зокрема «Клан Сопрано» HBO, «Закон і порядок» і «Третя зміна» на NBC, а також неодноразово грала роль Клаудії в серіалі «24» FOX.
Потім зіграла у кількох фільмах, серед яких «Волл-стріт: Гроші не сплять»; «Джулі та Джулія» Нори Ефрон з Меріл Стріп, Стенлі Туччі й Емі Адамс; «Мадея за ґратами» Тайлер Перрі і «Зі святами ніщо не зрівняється» Альфредо Де Вільяї з Альфредом Моліною, Джоном Легвізамо та Джеєм Ернандесом. До цього з'являвся у проєкті Квентіна Тарантіно «Доказ смерті» з Куртом Расселом. Вона також зіграла у фільмі Лі Деніела «Війна тіней» з Гелен Міррен і Кубою Гудінгом-молодшим. 
У 2011 знімалася у пілотній серії «Купер і Стоун».
2012 року знялася в художньому фільмі «Надійні хлопці» з Аль Пачіно, Крістофером Вокеном й Аланом Аркіним. Вона також зіграла Чарлі Демарко в серіалі USA Network «Грейсленд», який виходив у 2013—2015 роках. 
2016 року приєдналася до акторського складу третього сезону телесеріалу «Морська поліція: Новий Орлеан», граючи спеціального агента ФБР, якого відправляють з округу Колумбія для розслідування.

## Особисте життя
Народила сина у вересні 2007 року і виховувала дитину самотужки. У вільний час займається йогою, пішим туризмом і їздою на велосипеді.

## Фільмографія
| Рік       |    | Українська назва               | Оригінальна назва               | Роль                      |
| --------- | -- | ------------------------------ | ------------------------------- | ------------------------- |
| 2001—2004 | с  | Клан Сопрано                   | The Sopranos                    | Тіна Франческо            |
| 2002      | с  | Третя зміна                    | Third Watch                     | Вел                       |
| 2002      | ф  |                                | On_Line                         | Джордан Неш               |
| 2002      | ф  | 25-та година                   | 25th Hour                       | Ліндсі Джеймісон          |
| 2003      | с  | Закон і порядок                | Law & Order                     | Тіна Монтоя               |
| 2003      | тф |                                |                                 | Undefeated / Лізет Санчес |
| 2003—2004 | с  | 24                             | 24                              | Клаудія Ернандес          |
| 2004      | ф  | Людина-павук 2                 | Spider-Man 2                    | Луїза                     |
| 2004      | ф  | Міська вʼязниця                | The Tollbooth                   | Джина                     |
| 2004      | с  | C.S.I.: Місце злочину Маямі    | CSI: Miami                      | Ейден Берн                |
| 2004—2006 | с  | Місце злочину: Нью-Йорк        | CSI: NY                         | Ейден Берн                |
| 2005      | ф  | Головний в домі                | Man of the House                | Гізер                     |
| 2005      | ф  | Війна тіней                    | Shadowboxer                     | Вікі                      |
| 2006      | ф  | Другий шанс                    | Gridiron Gang                   | Ліза Гонсалес             |
| 2007      | ф  | Доказ смерті                   | Death Proof                     | Арлін                     |
| 2007      | ф  | Спуск                          | Descent                         | дівчина                   |
| 2008      | ф  | Зі святами ніщо не зрівняється | Nothing like the Holidays       | Роксана Родрігес          |
| 2009      | ф  | Мадея за ґратами               | Madea Goes to Jail              | Донна                     |
| 2009      | ф  | Джулі та Джулія                | Julie & Julia                   | Кассі                     |
| 2010      | ф  | Волл-стріт: гроші не сплять    | Wall Street: Money Never Sleeps | Одрі                      |
| 2012      | ф  | Надійні хлопці                 | Stand Up Guys                   | Сильвія                   |
| 2013      | ф  | Дюк                            | Duke                            | Печиво                    |
| 2013—2015 | с  | Грейсленд                      | Graceland                       | Кетрін Демарко            |
| 2015      | ф  | Всі помилки в минулому         | All Mistakes Buried             | Френкі                    |
| 2016—2021 | с  | Морська поліція: Новий Орлеан  | NCIS: New Orleans               | Таммі Грегоріо            |
| 2023      | с  | Букмекер                       | Bookie                          | Лорейн                    |
| 2024      | с  | Гризельда                      | Griselda                        | Кармен                    |